# Santa Mare
Santa Mare là một xã thuộc hạt Botoșani, România. Dân số thời điểm năm 2002 là 3081 người.